# Монталто деле Марке
Монта̀лто деле Ма̀рке (на италиански: Montalto delle Marche, на местен диалект Mundatë, Мундатъ) е село и община в Централна Италия, провинция Асколи Пичено, регион Марке. Разположено е на 513 m надморска височина. Населението на общината е 2258 души (към 2011 г.).